# دراسة الرموز (آثار)
دراسة الرموز (بالإنجليزية: Typology)‏ وتُنقحر إلى التيبولوجيا، كلمة من اصل يوناني من مقطعين تيبوس τύπος بمعنى ضربٌَ أو نمط، ٌ أو الختم (الطبعة) الذي يتركه الخاتم، ولوجيا λόγος تعني معرفة، وفي علم الآثار هي نتائج تصنيف الأشياء وفقًا لخصائصها الفيزيائية، أي أصناف، وتسمى أيضًا الأنماط (types). معظم القطع الأثرية المحمولة منظمة أثاريًا تيبولوجيًا في أنماط، وكذلك وبنفس القدر تنمط الهياكل الأكبر، بما في ذلك المباني والصروح القديمة والتحصينات أو الطرق. تساعد التيبولوجيا على إدارة كتلة كبيرة من البيانات الأثرية. وفقًا لدوران Doran وهودسون Hodson، «أثبتت هذه المهمة السطحية الواضحة أنها من أكثر الجوانب استهلاكا للوقت والمثيرة للجدل في البحث الآثاري».

## الخلفية الفلسفية
تعتمد دراسة الرموز على نظرة للعالم مألوفة من ميتافيزيقيا أفلاطون تسمى الماهوية. والماهوية هي فكرة أن العالم مقسم إلى «أنواع» حقيقية ومنفصلة وغير قابلة للتغيير. هذه الفكرة هي الأساس لمعظم البنى النمطية خاصة المصنوعات الحجرية، إذ غالبًا ما يُنظر إلى الأشكال الأساسية على أنها «قوالب ذهنية» أو مجموعات من السمات التي يفضلها صانعها. يُنظر إلى التباين في الشكل والسمات المصنّعة على أنه نتيجة للتحقيق غير الكامل للقالب وعادة ما يُعزى إلى الاختلافات في خصائص المواد الخام أو الكفاءات الفنية للأفراد.

## تاريخ
على الرغم من عدم توضيح المبادئ بشكل جلي، يمكن العثور على تطبيق تقنيات بأساس تيبولوجي أحيانًا في أعمال الأنتيكيون في الحقبة الحديثة المبكرة. في وقت مبكر من ثلاثينيات القرن السادس عشر، نجح ليلاند John Leland في تحديد الآجر الروماني (تحت التسمية المضللة «بريتون بريكس»Briton brykes) في عدة مواقع مختلفة، وميزه عن الآجر الأكثر حداثة من حيث الحجم والشكل. بدأ الآثاريون في التعرف في أواخر القرن السادس عشر على أن التماثيل الضخمة التي تعود إلى العصور الوسطى والممثلة بأرجلها المتقاطعة من المرجح أن تكون أقدم من تلك ذات الأرجل المستقيمة. في أواخر القرن السابع عشر، توصل جون أوبري إلى متواليات تطورية فضفاضة بناءً على فروق تيبولوجية للعمارة في العصور الوسطى، والكتابة اليدوية، وأشكال الدروع والأزياء، واصفًا تقنيته بأنها «آثاريات مقارنة». جرى تحسين الخطوط العريضة لتطور العمارة القوطية في العصور الوسطى في القرن الثامن عشر، ولا سيما من قبل بنثام James Bentham في عمله تاريخ وآثار كاتدرائية إيلي عام 1771م، وبلغت ذروتها في التسلسل الواضح للأنماط التي نشرها ريكمان Thomas Rickman في عام 1817. استخدم غوف Richard Gough ، في عمله صروح الأضرحة في بريطانيا العظمى (1786-1799)، منهجية مقارنة وتيبولوجيا لتحليل تطور آثار الكنيسة الإنجليزية.
في القرن التاسع عشر وأوائل القرن العشرين، استمر بناء التيبولوجيا الآثارية باستخدام مزيج من الملاحظة التجريبية والحدس. وفقًا لإيغرز Eggers ،  يمنح معظم علماء الآثار مونتيليوس Oscar Montelius الفضل في أول تطبيق جاد لمنهج التيبولوجيا، ولكن من وجهة نظر إيغرز، قدم زميله المعاصر من ستوكهولم، هيلدبراند Hans Hildebrand، مساهمات مهمة في تطوير المنهجية أيضًا. نشر هيلدبراند ورقة أساسية عن تطور الشظية في سبعينيات القرن التاسع عشر باستخدام المنهج التيبولوجي، بينما ذهب مونتيليوس في نفس الوقت إلى المؤتمرات الدولية ونشر أوراقًا أصغر حول هذه المنهج.
مثال آخر مبكر هو التصنيف الذي نشره فلندرز بيتري في عام 1899م للأشياء (الفخار بشكل أساسي) الموجودة في 900 مقبرة مصرية من عصور ما قبل التاريخ. شكّلت هذه التيبولوجيا الأساس للدليل الذي وضعه عن <i>الترتيب التسلسلي</i> للقبور.

## منهجيات كمية
مع تطور التقنيات الإحصائية والتصنيف العددي في الستينيات، تم استخدام الأساليب الرياضية (بما في ذلك التحليل العنقودي، وتحليل العنصر الرئيسي، وتحليل المراسلات، وتحليل عاملي) لبناء تيبولوجيا. توفر هذه التقنيات طريقة نوعية لتوضيح درجات الاتساق بين سمات معينة. وتساعد درجات الارتباط التي تم إنشاؤها بواسطة هذه الأساليب الآثارين على التمييز بين أوجه التشابه ذات المعنى وتلك غير المجدية بين المصنوعات اليدوية. خلال التسعينيات، بدأ الآثاريون في استخدام مناهج الوراثة السلالية المستعارة من علم الأحياء.

## منهجيات نوعية

### تيبولوجيا مورفولوجية / وصفية
تتكون إحدى أصناف التيبولوجيا من نهج وصفي أو مورفولوجي. يعتمد على الخصائص الفيزيائية والسمات الخارجية للقطعة الأثرية. بعض الأمثلة على التيبولوجيا المورفولوجية والوصفية يمكن أن تصنف القطع الأثرية بتمايزها في وزنها أو ارتفاعها أو لونها أو مادتها أو أي فئة يقررها الفرد.

#### تيبولوجيا رأس المقذوف
مثال على التيبولوجيا المورفولوجية / الوصفية ينشأ عندما ينقب عالم آثار في موقع ما ويجد عشرات وعشرات رؤوس الأسهم الأمريكية الأصلية. يقوم عالم الآثار بتضييق تصنيفهم عن طريق تنظيم القطع في مجموعات مورفولوجية / وصفية. لذلك، يمكن تصنيف رؤوس المقذوفات حسب الوزن، أو الطول، أو اللون، أو المادة، أو كيفما يفضل علماء الآثار. تعرض إحدى قواعد التيبولوجيا الوطنية الأولى المتوفرة على الويب كيفية تصنيف قطع رؤوس السهام الموجودة بين الولايات الخمسين حسب المنطقة أو الولاية أو على مستوى البلاد.
في هذا المثال بالذات، يتم تصنيف رؤوس الأسهم حسب شكلها. تتكون الفئات من: رؤوس سهام مسننة وجذعية ورمحية ورؤوس سهام أخرى. يمكن أيضًا تضييق كل فئة إلى فئات لاحقة.

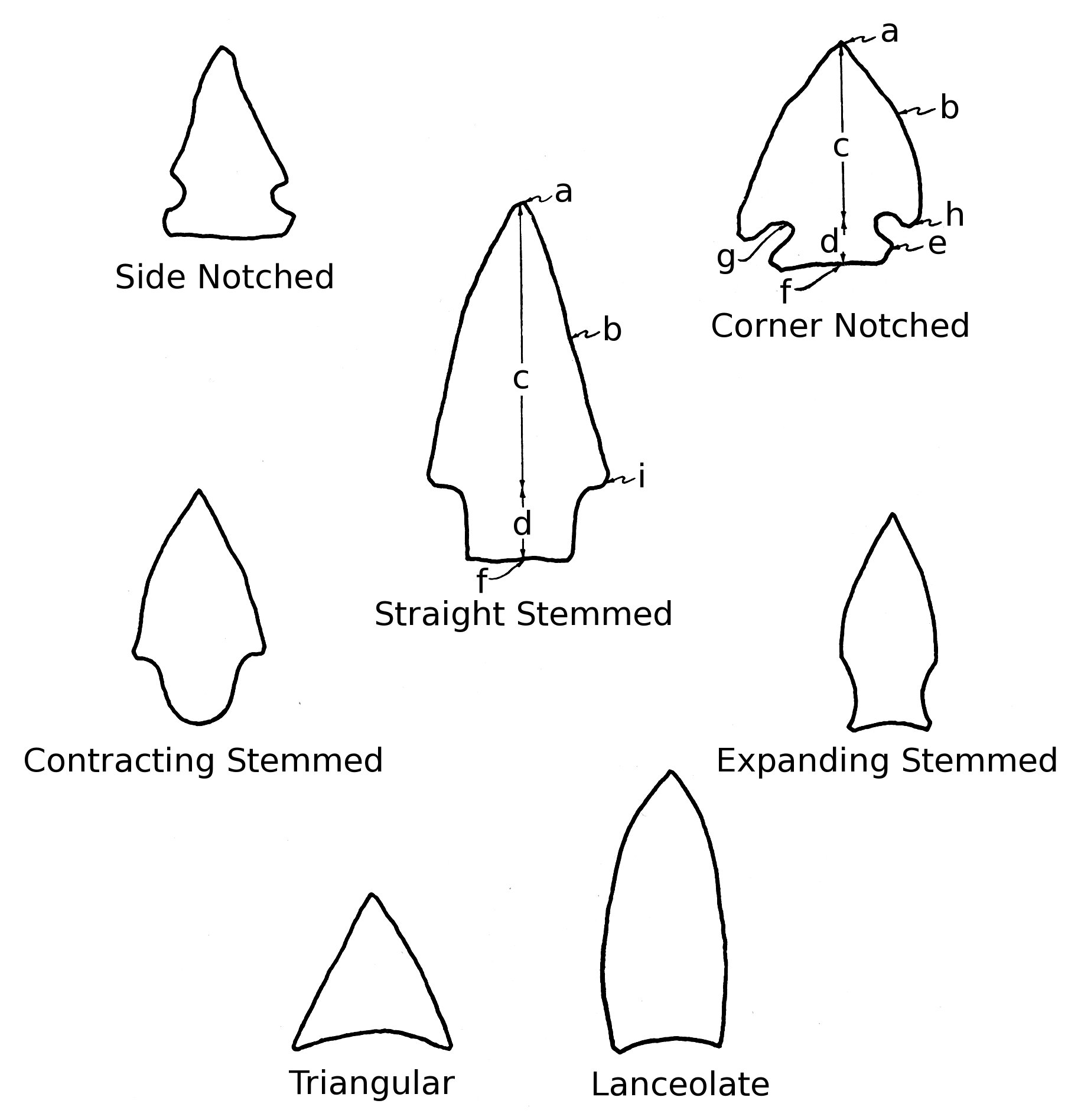
مثال على التيبولوجيا المورفولوجية / الوصفية. صنف عالم الآثار رؤوس الأسهم هذه بناءً على شكل رأس المقذوف.

### تيبولوجيا كرونولوجية
يتكون هذا النوع من الترتيب المتسلسل للقطع الأثرية بناءً على الشكل فحسب. ويتضمن جمع التواريخ أو التواريخ النسبية التي تحدد الوضع في الوقت الذي تندرج فيه الأداة لتعكس جريان حضارة / أحداث المنطقة. تتكون التيبولوجيا الكرونولوجية من القطع الأثرية الدالة، أو الآثار التي تشير إلى ظهور أحادث / ناس معينين خلال فترة زمنية 

### تيبولوجيا وظيفية
يجري تنظيم القطع الأثرية في هذا النوع من التيبولوجيا حسب الوظيفة الذي تؤديها بدلاً من مظهرها أو تسلسلها الزمني (كرونولوجيتها). في بعض الحالات.

### تيبولوجيا أسلوبية
يعرض هذا النمط من التصنيف معلومات حول الأداة من خلال طريقة عرض وإظهار المصنوعات. لا ينبغي الخلط بين التيبولوجيا الأسلوبية وأنماط معينة، لأن ذلك يستلزم فقط تنظيم القطع الأثرية بناءً على شكلها. هذا النوع من التيبولوجيا يفسر المعلومات التي يتم إيصالها من خلال الأداة. يعتبر الفخار مثالاً على التيبولوجيا الأسلوبية لأن القطع الأثرية توفر معلومات عن التطور الفني.

## الفخار
بالنسبة للثقافات التي أنتجت الفخار، يقضي علماء الآثار دائمًا وقتًا طويلاً في تحديد «أنماط» الفخار. كل نمط عبارة عن سلسلة من السمات التي تميز مجموعة واحدة من الفخار (سواء أكانت أوانيًا كاملة أو كسرًا فخارية) عن كل مجموعات الفخار الأخرى، بحيث أن كل نمط جرى إنتاجه في وقت ومكان واحد. من الناحية المثالية، فإن السمات المستخدمة لتحديد الأنماط هي تلك التي يمكن التعرف عليها بالعين المجردة، وتوجد على كسر صغيرة من الفخار، بحيث يكون فرز كسر الفخار إلى أنماط سريعًا ومباشرًا. من خلال فرز كسر الفخار من حيث الأنماط، يمكن لعلماء الآثار فحص سلسلة من كسر الفخار (بما في ذلك تلك الموجودة على سطح الموقع) واقتراح وقت ومكان صنع الفخار بسرعة، وبالتالي يمكنهم تقدير زمن أشغال موقع ما قبل التاريخ، وما إذا كانت هناك أي قطع مستوردة، وما إلى ذلك.
الأسماء المخصصة لأنماط الفخار عشوائية. الممارسة الشائعة في الولايات المتحدة عبارة عن اسم من جزأين، الجزء الأول عبارة عن مرجع جغرافي عشوائي والجزء الثاني يقدم وصفًا موجزًا لسمات تصميم الفخار الأكثر وضوحًا. وهكذا على سبيل المثال، جرى تعريف النمط «فلاغستاف أسود على أبيض Flagstaff Black-on-white» لأول مرة باستخدام مجموعة فخار من المنطقة المجاورة لفلاغستاف ، أريزونا، وسمة التصميم الأساسية الخاصة بها هي استخدام الطلاء الأسود على خلفية بيضاء.
يجب أن يكون غير المختصين بالآثار على دراية باقتضاب تيبولوجيا الفخار. كل هذه التيبولوجيات تجريدية، وتفشل في وصف كل التباين في تقليد فني. الخلاف المهني حول التفاصيل أمر شائع. لم تحدث التغييرات في تصميم الفخار بين عشية وضحاها، وتميل التيبولوجيا الأثرية إلى كسر استمرارية تطور التصميم إلى وحدات عشوائية (ولكنها مفيدة للغاية). معظم التواريخ الأثرية تقريبية.

## فن
في منتصف القرن العشرين، رفع المصوران الألمان بيرند وهيلا بيشر التيبولوجيا إلى شكل فني من خلال تصوير عدد لا يحصى من السمات المعمارية المتماثلة بما في ذلك أبراج المياه ومنازل العمال والمشاهد الطبيعية الصناعية.